# Мошна (деревня)
Мошна — деревня в составе Беласовского сельсовета городского округа Семёновский.
Деревня располагается на одноимённой речке — притоке Керженца, в километре от её устья.

## Население
| 2002 | 2010 |
| ---- | ---- |
| 8    | ↘3   |